# 이경식 (1933년)
이경식(李經植, 1933년 6월 28일~2021년 10월 15일)은 대한민국의 제26대 부총리 겸 경제기획원 장관이다. 문민정부 때 제20대 한국은행 총재(1995년 8월~1998년 3월)를 역임하였다.

## 학력
- 경기고등학교 졸업
- 고려대학교 상학 학사

## 경력
- 한국은행 입행
- 1961년: 경제기획원 사무관
- 1962년: 경제기획원 재정금융과장
- 1971년: 경제기획원 기획국장
- 1972년 10월~1974년 10월: 대통령비서실장 보좌관(1급)
- 1974년 10월~1976년 4월: 청와대 경제제1수석비서관(차관급)
- 1976년 4월~1979년 12월: 체신부 차관
- 1991년 3월~1993년 2월: 한국가스공사 사장
- 1993년 2월~1993년 12월: 부총리 겸 경제기획원장관
- 1995년 8월~1998년 3월: 한국은행 총재